# .su
.su是分配给苏维埃社会主义共和国联盟與俄罗斯使用的国家和地区顶级域名，于1990年9月19日启用。尽管现在苏联已经解体，但是该域名目前仍然在使用中；其使用者主要分布于俄罗斯。域名由俄罗斯公共网络研究所负责提供注册服务。

## 历史
1989年之后，欧洲创建了一系列新的互联网域名，例如：.pl（波兰）、.cs（捷克斯洛伐克）、.yu（南斯拉夫）、.dd（东德）等，这其中也包括苏联的域名。 在双字母域名成为国家和地区顶级域名标准之前，苏联还使用过作为其国家顶级域名。域名是由一名当时19岁的芬兰学生佩特里·奥亚拉（Petri Ojala）提议的。
1991年12月26日，苏联正式宣布解体。按照惯例，应该退出使用领域，正如东德、南斯拉夫和捷克斯洛伐克等历史国家的域名那样。但是直到1993年，俄罗斯也没有指定其国家的顶级域名，故而一直沿用域名。1993年之后，俄罗斯终于创建.ru域名作为其国家顶级域名。原本将在此时由ICANN回收，但是应俄罗斯政府和互联网用户的请求而保留。
2001年，域名的管理者表示他们将接受新的域名申请，但是并不清楚该决议是否与ICANN政策相符。ICANN已表示有意终止域名的使用，同时IANA也表示该域名正在逐步淘汰使用。但游说者在2007年9月已就保留域名与ICANN进行谈判。
2008年第一季度，域名注册量增加了45%。
2022年3月6日，因應2022年俄羅斯入侵烏克蘭，烏克蘭要求ICANN移除俄羅斯網域名稱，當中包括.su 網域。

## 现况
域名原本是提供给苏联的相关机构或在苏联有相关业务的组织所使用。但是即便苏联现在已经解体，其原加盟共和国都已经独立并获得各自的国家顶级域名，但时至今日仍在被使用。大部分的域名是在俄罗斯和美国被注册。根据互联网技术中心截至2019年5月28日的数据显示：域名目前的注册量已达到114,549个；而同时的域名注册量则是4,5968,5237个。仍然在坚持使用域名的知名组织包括俄罗斯国内亲普京的青年运动组织——纳什；以及乌克兰东部的亲俄罗斯武装力量——新俄罗斯等。一些在前苏联扎根的组织或机构也仍然在使用这个域名。
2013年時，据新闻媒体报道，域名上有许多从事网络犯罪的相关网站。这是由于该域名使用条款松散、过时，且该域名的受关注度不高（注册量仅为其主要使用区域的另一个域名.ru的2%）。但自2013年以来，已经开始制订针对犯罪域名的即时终止条款。